# محمد کریم
محمد کریم (زادهٔ ۸ دسامبر ۱۸۹۶ – درگذشتهٔ  ۲۷ مه ۱۹۷۲) کارگردان فیلم، نویسنده و تهیه‌کننده فیلم اهل مصر بود. فیلم «دنیا» به کارگردانی کریم که در سال ۱۹۴۶ ساخته‌شد، به جشنواره فیلم کن ۱۹۴۶ راه‌یافت. کریم با به‌کارگیری فاتن حمامه در فیلم «یوم السعید» باعث به شهرت رسیدن او شد.